# Essaïd Belkalem
Essaïd Belkalem (Mekla, 1º gennaio 1989) è un ex calciatore algerino, di ruolo difensore.

## Biografia
Nato a Mekla, in provincia di Tizi-Ouzou.

## Carriera

### Nazionale
Con la sua Nazionale ha partecipato alla Coppa d'Africa del 2013 ed ai Mondiali di Brasile 2014.

## Statistiche

### Cronologia presenze e reti in nazionale
| Cronologia completa delle presenze e delle reti in nazionale ― Algeria | Cronologia completa delle presenze e delle reti in nazionale ― Algeria | Cronologia completa delle presenze e delle reti in nazionale ― Algeria | Cronologia completa delle presenze e delle reti in nazionale ― Algeria | Cronologia completa delle presenze e delle reti in nazionale ― Algeria | Cronologia completa delle presenze e delle reti in nazionale ― Algeria | Cronologia completa delle presenze e delle reti in nazionale ― Algeria | Cronologia completa delle presenze e delle reti in nazionale ― Algeria |
| Data                                                                   | Città                                                                  | In casa                                                                | Risultato                                                              | Ospiti                                                                 | Competizione                                                           | Reti                                                                   | Note                                                                   |
| ---------------------------------------------------------------------- | ---------------------------------------------------------------------- | ---------------------------------------------------------------------- | ---------------------------------------------------------------------- | ---------------------------------------------------------------------- | ---------------------------------------------------------------------- | ---------------------------------------------------------------------- | ---------------------------------------------------------------------- |
| 9-9-2012                                                               | Casablanca                                                             | Libia                                                                  | 0 – 1                                                                  | Algeria                                                                | Qual. Coppa d'Africa 2013                                              | -                                                                      |                                                                        |
| 14-10-2012                                                             | Blida                                                                  | Algeria                                                                | 2 – 0                                                                  | Libia                                                                  | Qual. Coppa d'Africa 2013                                              | -                                                                      | 51’                                                                    |
| 14-11-2012                                                             | Algeri                                                                 | Algeria                                                                | 0 – 1                                                                  | Bosnia ed Erzegovina                                                   | Amichevole                                                             | -                                                                      |                                                                        |
| 12-1-2013                                                              | Johannesburg                                                           | Sudafrica                                                              | 0 – 0                                                                  | Algeria                                                                | Amichevole                                                             | -                                                                      |                                                                        |
| 22-1-2013                                                              | Rustenburg                                                             | Tunisia                                                                | 1 – 0                                                                  | Algeria                                                                | Coppa d'Africa 2013 - 1º turno                                         | -                                                                      |                                                                        |
| 26-1-2013                                                              | Rustenburg                                                             | Algeria                                                                | 0 – 2                                                                  | Togo                                                                   | Coppa d'Africa 2013 - 1º turno                                         | -                                                                      |                                                                        |
| 30-1-2013                                                              | Rustenburg                                                             | Algeria                                                                | 2 – 2                                                                  | Costa d'Avorio                                                         | Coppa d'Africa 2013 - 1º turno                                         | -                                                                      |                                                                        |
| 26-3-2013                                                              | Blida                                                                  | Algeria                                                                | 3 – 1                                                                  | Benin                                                                  | Qual. Mondiali 2014                                                    | -                                                                      | 82’                                                                    |
| 2-6-2013                                                               | Blida                                                                  | Algeria                                                                | 2 – 0                                                                  | Burkina Faso                                                           | Amichevole                                                             | -                                                                      | 65’                                                                    |
| 9-6-2013                                                               | Porto-Novo                                                             | Benin                                                                  | 1 – 3                                                                  | Algeria                                                                | Qual. Mondiali 2014                                                    | -                                                                      |                                                                        |
| 16-6-2013                                                              | Kigali                                                                 | Ruanda                                                                 | 0 – 1                                                                  | Algeria                                                                | Qual. Mondiali 2014                                                    | -                                                                      |                                                                        |
| 12-10-2013                                                             | Ouagadougou                                                            | Burkina Faso                                                           | 3 – 2                                                                  | Algeria                                                                | Qual. Mondiali 2014                                                    | -                                                                      | 44’                                                                    |
| 31-5-2014                                                              | Sion                                                                   | Algeria                                                                | 3 – 1                                                                  | Armenia                                                                | Amichevole                                                             | 1                                                                      |                                                                        |
| 22-6-2014                                                              | Porto Alegre                                                           | Corea del Sud                                                          | 2 – 4                                                                  | Algeria                                                                | Mondiali 2014 - 1º turno                                               | -                                                                      | 88’                                                                    |
| 26-6-2014                                                              | Curitiba                                                               | Algeria                                                                | 1 – 1                                                                  | Russia                                                                 | Mondiali 2014 - 1º turno                                               | -                                                                      |                                                                        |
| 30-6-2014                                                              | Porto Alegre                                                           | Germania                                                               | 2 – 1 dts                                                              | Algeria                                                                | Mondiali 2014 - Ottavi di finale                                       | -                                                                      |                                                                        |
| 6-9-2014                                                               | Addis Abeba                                                            | Etiopia                                                                | 1 – 2                                                                  | Algeria                                                                | Qual. Coppa d'Africa 2015                                              | -                                                                      |                                                                        |
| 10-9-2014                                                              | Blida                                                                  | Algeria                                                                | 1 – 0                                                                  | Mali                                                                   | Qual. Coppa d'Africa 2015                                              | -                                                                      |                                                                        |
| 19-11-2014                                                             | Bamako                                                                 | Mali                                                                   | 2 – 0                                                                  | Algeria                                                                | Qual. Coppa d'Africa 2015                                              | -                                                                      |                                                                        |
| Totale                                                                 |                                                                        | Presenze                                                               | 19                                                                     |                                                                        | Reti                                                                   | 1                                                                      |                                                                        |

## Palmarès

### Club

#### Competizioni nazionali
- Coppa d'Algeria: 1

JS Kabylie: 2011